# عدی سعید
عدی سعید (انگلیسی: Adi Said؛ زادهٔ ۱۵ اکتبر ۱۹۹۰) بازیکن فوتبال اهل برونئی است که در پست مهاجم برای باشگاه کاسوکا در سوپر لیگ برونئی بازی می‌کند. او در مالزی بازی کرده است.
وی در تیم‌های ملی فوتبال زیر ۲۱ سال برونئی، زیر ۲۳ سال برونئی، و برونئی بازی کرده است.